# 卢卡·维茨克
卢卡·维茨克（德語：Luca Witzke，1999年4月3日—），德国男子手球运动员。他曾代表德国国家队参加2024年夏季奥林匹克运动会男子手球比赛，获得一枚银牌。